# Brigade des mœurs (film, 1985)
Pour les articles homonymes, voir Brigade des mœurs (homonymie).
Pour plus de détails, voir Fiche technique et Distribution.
Brigade des mœurs est un film français réalisé par Max Pécas, sorti en 1985.

## Synopsis
Trois travestis exerçant dans le bois de Boulogne sont sauvagement abattus par des motards lourdement armés. Une des victimes nommée Dolores est en fait un "indic" de l'inspecteur Gérard Lattuada de brigade des mœurs. Le policier hérite de l’enquête. Ses Investigations le mènent dans les milieux huppés où l'échangisme côtoie la prostitution et le cinéma interlope. Au cours de l'enquête, Lattuada apprend que le commanditaire du meurtre de Dolores est un dangereux caïd surnommé le Grec. Le policier et ses équipiers se verront bientôt entraînés dans une spirale de violence sur fond de règlements de compte, jusqu'au jour où la sœur de l'inspecteur est tuée. Dès lors l'esprit de vengeance du policier prend le pas sur le devoir exigé par l'institution.

## Fiche technique
- Réalisateur : Max Pécas
- Scénario : Roger Le Taillanter, Marc Pécas
- Société de production : Imp-Ex-Ci - Importation-Exportation Cinéma (Nice), Les Films du Griffon, Les Films Jacques Leitienne
- Producteur délégué : Max Pécas
- Directeur de production : Gérard Croce
- Distributeur d'origine : Les Films Jacques Leitienne
- Directeur de la photographie : Jean-Claude Couty
- Ingénieur du son : Jean-François Auger
- Compositeur de la musique : Léo Carrier, Jean-Paul Daine
- Assistant-réalisateur : François Hanss, Michel Guillerm, Gérard Pujolar
- Monteur : François Ceppi
- Effets spéciaux : Paul Trielli
- Durée : 96 min
- Genre : policier, thriller, érotique
- Pays :  France
- Langue : français
- Couleur
- Date de sortie :
  - France : 9 janvier 1985
- Classification : France : -16

## Distribution
- Thierry de Carbonnières : Gérard Lattuada
- Jean-Marc Maurel : Costa
- Lillemour Jonsson : Veronica
- Bernard Rosselli : Jimmy
- Gabrielle Forest : Sylvie
- Denis Karvil : Rapha
- Guy Di Rigo : Luigi
- Olivia Dutron : Solange Ricci
- Jean-Pierre Bernard : Le Grec
- Henri Lambert : Marcel
- Pascale Roberts : Madame Alice
- Christian Barbier : Robert Capes
- Yves Collignon : Un inspecteur
- Ticky Holgado : Un inspecteur
- Muriel Montossey : Monique
- Jean Vinci
- Brigitte Lahaie (créditée Brigitte Simonin) : Letellier
- Yves Massard
- Stéphane Bonnet
- Gilbert Servien
- Sophie Ladmiral : Sonia